# KDice
KDice – strategiczna gra online napisana w 2006 roku przez Ryana Dewsbury’ego. KDice jest oparta na technologiach Adobe Flash i AJAX. Rozgrywka w niej wykazuje podobieństwa do popularnej gry planszowej Ryzyko – celem gry jest zajęcie wszystkich pól na mapie.

## Rozgrywka
KDice jest grą turową przeznaczoną dla siedmiu graczy. Zmagania toczą się na dwuwymiarowych planszach zawierających od 27 do 43 pól. Na początku każdej rozgrywki terytoria są losowo przydzielane poszczególnym graczom. Także losowe liczby kości (reprezentujących armie) są rozmieszczane na każdym z terenów.
By zaatakować, należy wybrać własne terytorium, na którym znajduje się więcej niż jedna kostka. Następnie gracz zaznacza wrogi, przyległy teren. Gra porównuje sumy wyników rzutów kośćmi (liczba rzutów jest równa liczbie kości na danym terenie). Jeżeli atakujący uzyskał wyższą sumę, podbija atakowane terytorium, zaś wszystkie kości poza jedną są przesuwane z terytorium, z którego atakowano do podbitego. W innym wypadku obrońca zachowuje kontrolę, agresor zaś traci wszystkie kości użyte do ataku z wyjątkiem jednej.
Nie ma limitu ataków na turę. Na zakończenie każdej gracz otrzymuje nowe kości w liczbie równej największej liczbie połączonych terenów. Są one rozmieszczane losowo na jego terytoriach. Na każdym z pól może być maksymalnie osiem kości. Nadmiarowe kości (do 32) są zachowywane, jeśli na każdym z terenów jest maksymalna liczba kostek. W kolejnych turach są one rozmieszczane wszędzie, gdzie jest to możliwe (czyli na tych terytoriach danego gracza, na których znajduje się mniej niż 8 kostek). Co ważne, poszczególne kości nie mogą być przemieszczane między terytoriami należącymi do gracza. Celem gry jest podbicie wszystkich terytoriów na mapie lub wyeliminowanie wszystkich przeciwników z gry.